# El Jaro
José Joaquín Sánchez Frutos, àlies El Jaro, (Villatobas, província de Toledo, 3 de novembre de 1962 - Madrid, 24 de febrer de 1979), va ser un famós i precoç delinqüent espanyol, la vida del qual es va portar al cinema en la pel·lícula Navajeros.

## Biografia
Neix a Villatobas. El seu sobrenom l'hi va posar la seva mare a causa que quan va néixer era molt ros i de pell molt blanca. El pare i els dos primogènits treballaven al camp, mentre la mare, alcohòlica, tancava José Joaquín i a la resta dels seus germans en una habitació per anar a beure. A l'habitació l'única cosa que els deixava la mare als nens per menjar tot el dia era una barra de pa i tres unces de xocolata. Per això, ja als vuit anys, segons relata una de les seves germanes, forçaven el pany de la seva casa amb una cullera per anar a escola a demanar menjar, o robar llet en el rebost del menjador escolar.
Pel que sembla, tant José Joaquín com els seus germans sofrien agressions físiques per part dels seus pares. Poc temps després, la mare va acabar sent detinguda i traslladada al penal d'Ocaña. Res més sortir la seva mare de la presó, i segurament per la vergonya que provocaria en la família aquest fet, José Joaquín, els seus pares i els seus germans van decidir emigrar aquest mateix dia a Madrid a la recerca de millors oportunitats, sense gairebé equipatge ni diners. Els seus primers anys a la ciutat els van passar en una casa abandonada. Durant aquells anys el pare va abandonar la família i els nens es van veure obligats a demanar caritat per subsistir. En tornar a "casa" amb el recaptat, la seva mare els arrabassava tots els diners i s'ho gastava en ella sola. Segons explica una germana del Jaro, "amb el que trèiem ella feia una cassola de patates, per exemple, i se la menjava amb dos litres de vi, mentre nosaltres miràvem".
Era un líder nat i des de petit va dirigir una banda amb membres més grans que ell, alguns fins i tot majors d'edat, als quals dirigia en tota mena de presses com a robatoris, furts i atracaments. Va ingressar de forma reiterada en el reformatori del Sagrat Cor, del que es va arribar a escapolir una quinzena de vegades. Va estar al centre tutelat de menors San Anxo, a Rábade (Lugo), de règim obert. Va estar un mes fins que va rebre la notícia que la seva xicota estava embarassada. Llavors, el centre li va proporcionar un bitllet d'anada i tornada perquè la visités, però una vegada a Madrid, va tornar a ajuntar-se amb els seus amics i van atracar un xalet. Allí va tenir lloc un enfrontament armat amb la Guàrdia Civil en el qual va ser ferit i traslladat a la presó concordatòria de Zamora. Poc temps després la seva banda es va tornar a posar en funcionament fins que en un atracament al carrer Toribio Pollán (actualment carrer Veracruz) de Madrid, un veí que va veure com atracaven un amic va baixar al carrer amb una escopeta i el va disparar, matant-ho.
Posteriorment Joaquín Sabina va escriure una cançó inspirada en les seves aventures.

## La banda d'El Jaro
La policia va estimar que al moment de la primera desarticulació de la banda, el 18 de febrer de 1978, la banda estava composta per 31 persones, de les quals solament cinc eren majors d'edat. Actuaven en comandos de tres, quatre o sis persones, i se'ls van imputar 33 assalts a transeünts; prop de cent furts de bosses pel sistema de l'estirada; gairebé cent substraccions de vehicles; quatre atracaments a gasolineres; dos en habitatges; un setè assalt a una sucursal del Banco Español de Crédito, a Molina de Aragón; i divuit robatoris en establiments comercials. Per realitzar les seves presses utilitzaven armes de foc, escopetes de canons retallats, pistoles, armes blanques i objectes contundents.
 La majoria dels articles robats, especialment les joies eren comprades per José Pozo García, considerat perista o comprador de mala fe per la policia.Va ser desarticulada oficialment el 4 d'octubre de 1978, encara que alguns membres continuaren actuant de forma individual o conjuntament, com el Guille, que continuà la seva carrera delictiva formant la seva pròpia banda.

### Membres
- Guillermo Segura Martin "El Guille.[9]
- Ángel Segura Martín.[5]
- Valentín Segura Martín.[9]
- Mercedes Valle García.[9]
- Celestino López.[5]
- Saturnino Romero Llamas.[9]
- José Villa, àlies "El Villa"(† 17 de novembre de 1978).[7]
- Miguel Rodríguez Morales.[5]
- Paloma Bellido.[5]
- Rafael Cidoncha.[10]
- Jesús Fernández[10]
- Blas Parra.[4]
- Francisco Baena.[4]
- José María Yagüe.[4]
- Antonio Chércoles.[4]